# Maria Bona de Saboia
Maria Bona Margarida Albertina Vitória de Saboia-Gênova (Castelo de Agliè, 1 de agosto de 1896  —  Roma, 2 de fevereiro de 1971) foi uma princesa consorte da Baviera como esposa de Conrado da Baviera.

## Família e infância
Bona foi a terceira dos seis filhos nascidos do príncipe Tomás, duque de Gênova e de sua esposa, a princesa Isabel da Baviera. O seu pai era neto do Rei Carlos Alberto da Sardenha. Os seus irmãos foram Ferdinando, 3º Duque de Gênova; Filiberto, 4º Duque de Gênova; e Eugenio, 5º Duque de Gênova. A sua mãe, Isabel foi neta de Luís I da Baviera.
Através de sua tia Margaria de Saboia, era prima do Victor Emanuel III da Itália.
Bona nasceu no Castelo d'Agliè, Piemonte. O seu pai tinha comprado o décimo primeiro castelo do século, pouco antes de seu casamento com Isabel. Eles passaram a sua lua-de-mel lá.

## Casamento
A 8 de janeiro de 1921, Bona casou-se com o seu primo em segundo grau, o Príncipe Konrad da Baviera. Ele era o filho mais novo do Príncipe Leopoldo, da Baviera e da Arquiduquesa Gisela da Áustria. Através de seu pai, ele era bisneto de Luís I da Baviera, e através de ambos os pais, era neto de Francisco José I da Áustria. O casamento teve lugar no Castelo de Agliè em Piemonte, Itália (onde ela nasceu). Ele foi atendido pelo Rei Vítor Emanuel III da Itália, o Príncipe Humberto, e o Duque de Aosta, entre outros. O casamento é notável por ser o primeiro casamento real entre duas casas inimigas desde o começo e final da I Guerra Mundial. Também foi notável como uma reunião de membros representativos de famílias reais de Habsburgo, Saboia e Wittelsbach.
Tiveram dois filhos:
- Princesa Amália Isabel da Baviera (1921-1985); casou a 25 de agosto de 1949 em Lugano com o Conde Uberto Poletti Galimberta de Assandri (nascido em 1921), com descendência.[1]
- Príncipe Eugênio da Baviera (16 de julho de 1925[5] - 1 de janeiro de 1997); casado com a Condessa Helene von Khevenhüller-Metsch; sem descendência.

## Final de vida
No final da Segunda Guerra Mundial, o Príncipe Konrad foi preso pelos militares franceses em Hinterstein. Ele foi levado para Lindau e temporariamente internado no hotel Bayerischer Hof, em conjunto com Guilherme, Príncipe Herdeiro da Alemanha e o ex-diplomata Nazi Hans Georg von Mackensen, entre outros. A Princesa Bona, que trabalhou durante a guerra como enfermeira, ficou, depois, com os seus parentes em Saboia. Foi proibida de entrar na Alemanha e não se reuniu com a sua família até 1947. Anos mais tarde, o Príncipe Konrad trabalhou no Conselho da montadora alemã NSU.
Bona morreu a 2 de fevereiro de 1971, em Roma. O seu túmulo pode ser encontrado no Mosteiro de Andechs, na Alemanha. O seu marido, o Príncipe Konrad faleceu a 6 de setembro de 1969.

## Títulos, estilos, honras e armas

### Títulos e estilos
- 1 de agosto de 1896 – 8 de janeiro de 1921: Sua Alteza Real, a Princesa Bona de Saboia-Gênova
- 8 de janeiro de 1921 – 2 de fevereiro de 1971: Sua Alteza Real, a Princesa Bona da Baviera

### Honras[2]
- Dama da Ordem da Cruz Estrelada
- Dama de Honra da Ordem de Theresa
- Dama da Ordem de Santa Isabel